# Babrujsk-Arena
Die Babrujsk-Arena (belarussisch Бабру́йск-Арэ́на, russisch Бобруйск-Арена) ist eine Mehrzweckhalle in der belarussischen Stadt Babrujsk, Mahiljouskaja Woblasz, im Osten des Landes. Sie wurde im Mai 2008 eröffnet und bietet bei Eishockeyspielen 7151 Plätze. 
In der Arena trug der Eishockeyclub Schinnik Babrujsk, die in der belarussischen Extraliga spielte, ihre Heimspiele aus. 2010 war die Halle einer der drei Spielorte der Top-Division der Eishockey-Weltmeisterschaft der U18-Junioren 2010. Im Jahr darauf fanden in der Halle die Partien der Division I A der Eishockey-Weltmeisterschaft der U20-Junioren 2011 statt. Seit 2010 nutzt der Eishockeyclub HK Babrujsk die Halle.